# Office of Science and Technology Policy
L'Office of Science and Technology Policy (Bureau de la politique scientifique et technologique) ou OSTP est un des services rattachés au Bureau exécutif du président des États-Unis dont le rôle est de conseiller le président dans le domaine des sciences et des technologies en relation avec la politique intérieure et internationale des États-Unis. Il a été créé le 11 mai 1976. Il se substituait à l'époque à l'Office of Science and Technology mis en place par le président John F. Kennedy pour fournir des conseils et des recommandations dans le domaine spatial dans une période de forte croissance de cette activité lié à la course à l'espace engagée avec l'Union soviétique.

## Mission
Les missions de l'OSTP, qui emploient une cinquantaine de personnes, ont été définies par le National Science and Technology Policy, Organization, and Priorities Act of 1976 :
- Conseiller le président et les autres membres du bureau exécutif sur les impacts que la science et la technologie peuvent avoir sur les dossiers domestiques et internationaux,
- Mener des actions inter-agences visant à implémenter des politiques de développement scientifique et technologique judicieuses et à coordonner les budgets,
- Travailler avec le secteur privé pour s'assurer que les investissements de l'État fédéral dans le domaine des sciences et des technologies contribuent effectivement à la prospérité économique, à une qualité environnementale et à la sécurité nationale,
- Développer des partenariats solides entre l'État fédéral, les États, les entités administratives locales, les autres pays et la communauté scientifique,
- Réaliser des évaluations du niveau, de la qualité et de l'implémentation effective de l'effort fédéral dans le domaine des sciences et des technologies.

## Les responsables du bureau au cours des différentes présidences
| Président             | Nom                          | Mandat    |
| --------------------- | ---------------------------- | --------- |
| Franklin D. Roosevelt | Vannevar Bush                | 1939–1951 |
| Harry S. Truman       | Oliver E. Buckley            | 1951–1952 |
| Harry S. Truman       | Lee A. DuBridge              | 1952–1953 |
| Dwight Eisenhower     | Lee A. DuBridge              | 1953–1956 |
| Dwight Eisenhower     | Isadore I. Rabi              | 1956–1957 |
| Dwight Eisenhower     | James R. Killian             | 1957–1959 |
| Dwight Eisenhower     | George Kistiakowsky          | 1959–1961 |
| John F. Kennedy       | Jerome B. Wiesner            | 1961–1963 |
| Lyndon B. Johnson     | Jerome B. Wiesner            | 1963–1964 |
| Lyndon B. Johnson     | Donald F. Hornig             | 1964–1969 |
| Richard Nixon         | Lee A. DuBridge              | 1969–1970 |
| Richard Nixon         | Edward E. David Jr.          | 1970–1973 |
| Gerald Ford           | H. Guyford Stever            | 1973–1977 |
| Jimmy Carter          | Frank Press                  | 1977–1981 |
| Ronald Reagan         | Benjamin Huberman (intérim)  | 1981      |
| Ronald Reagan         | George A. Keyworth, II       | 1981–1985 |
| Ronald Reagan         | John P. McTague (intérim)    | 1986      |
| Ronald Reagan         | Richard G. Johnson (intérim) | 1986      |
| Ronald Reagan         | William Robert Graham        | 1986–1989 |
| Ronald Reagan         | Thomas P. Rona (intérim)     | 1989      |
| George H. W. Bush     | D. Allan Bromley             | 1989–1993 |
| Bill Clinton          | John H. Gibbons              | 1993–1998 |
| Bill Clinton          | Kerri-Ann Jones (intérim)    | 1998      |
| Bill Clinton          | Neal F. Lane                 | 1998–2001 |
| George W. Bush        | Rosina Bierbaum (intérim)    | 2001      |
| George W. Bush        | Clifford Gabriel (intérim)   | 2001      |
| George W. Bush        | John H. Marburger III (en)   | 2001–2009 |
| Barack Obama          | John Holdren                 | 2009–2017 |
| Donald Trump          | Kelvin Droegemeier           | 2019-2021 |
| Joe Biden             | Kei Koizumi (intérim)        | 2021      |
| Joe Biden             | Eric Lander                  | 2021-2022 |